# Bagiennik
Bagiennik è il nome dato ai demoni dell'acqua nella mitologia slava.  
Queste creature vivevano rintanate nelle profondità di laghi e fiumi. Talvolta potevano essere scorte in stagni e paludi, quando mettevano la testa fuori della superficie dell'acqua per respirare e per vedere cosa succedeva nei dintorni. Erano in grado di schizzare una sostanza viscida e oleosa dalle narici poste in mezzo agli occhi o sulla fronte. Questa sostanza era talmente calda da bruciare chi ne veniva colpito, ma si diceva anche che possedesse delle incredibili proprietà guaritrici per reumatismi, ferite profonde, indigestione, malattie del cuore e persino infertilità. La presenza dei bagiennik poteva essere riconosciuta dalle bolle sulla superficie dell'acqua o dal fatto che questa diventava improvvisamente scura e melmosa per poi ritornare subito limpida e tranquilla. Il dio dei bagiennik è Wąda, Signora dei laghi e dei corsi d'acqua torbidi e poco profondi, conosciuta anche come la Regina dei prati subacquei. 